# 클로드 아베스
클로드 장 쥘 세자르 아베스(프랑스어: Claude Jean Jules César Abbes; 1927년 5월 24일, 랑그도크-루시용 지방 포제르 ~ 2008년 4월 11일, 일-드-프랑스 지방 파리)는 프랑스의 전 프로 축구 선수로, 현역 시절 골키퍼로 활약했다.

## 경력
아베스는 현역 시절 대부분을 인근 생-테티엔에서 보냈는데, 이 곳에서 1956-57 시즌에 1부 리그 우승을 거두었고, 이는 루아르 연고 구단 사상 첫 우승이다.
그는 프랑스 국가대표팀 일원으로 1954년과 1958년에 월드컵에 참가하여 후자의 대회에서 4경기 출전했는데, 프랑스는 이 대회에서 3위에 입성했다.
2008년 4월 11일, 그는 향년 80세로 영면에 들었다.